# Électrocautère
L'électrocautère (ou galvanocautère) est un appareil servant à cautériser les tissus à l'aide d'un fil chauffé au rouge par le passage d'un courant électrique. L'électrocautère est maintenant remplacé par les appareils à électrocoagulation.